# ジャレッド・リー・ゴセリン
ジャレッド・リー・ゴセリン（Jared Lee Gosselin、1981年6月23日 - ）は、ミシガン州デトロイト出身のグラミー賞を受賞したアメリカンマルチプラチナプロデューサー。